# Marathon van Parijs 1987
De marathon van Parijs 1987 werd gelopen op zondag 17 mei 1987. Het was de twaalfde editie van deze marathon.
De Ethiopiër Abebe Mekonnen kwam bij de mannen als eerste over de streep in 2:11.09. De Spaanse Héléna Cobos was bij de vrouwen het sterkst. Haar winnende tijd was 2:34.57.
In totaal brachten 8453 lopers de wedstrijd tot een goed einde. Dit waren zo'n 2000 lopers minder dan in 1984, het drukste jaar in de geschiedenis van deze marathon.

## Uitslagen

### Mannen
| rang   | naam               | land | tijd    |
| ------ | ------------------ | ---- | ------- |
| Goud   | Abebe Mekonnen     | ETH  | 2:11.09 |
| Zilver | Tefera Guta        | ETH  | 2:12.37 |
| Brons  | Michael Bishop     | WAL  | 2:13.48 |
| 4      | Alexandre Rachide  | FRA  | 2:17.10 |
| 5      | Wojciech Ratkowski | POL  | 2:17.45 |
| 6      | Michel Constant    | FRA  | 2:17.47 |
| 7      | Anthony Duffy      | ENG  | 2:18.44 |
| 8      | Patrick Clabaut    | FRA  | 2:19.24 |
| 9      | Claude Minni       | FRA  | 2:19.45 |
| 10     | Miroslaw Bugaj     | POL  | 2:19.59 |

### Vrouwen
| rang   | naam              | land | tijd    |
| ------ | ----------------- | ---- | ------- |
| Goud   | Héléna Cobos      | ESP  | 2:34.57 |
| Zilver | Roselyne Padel    | FRA  | 2:45.47 |
| Brons  | Sophie Danzin     | FRA  | 2:48.00 |
| 4      | Evelyne Gastineau | FRA  | 2:48.20 |

1976 ·
1977 ·
1978 ·
1979 ·
1980 ·
1981 ·
1982 ·
1983 ·
1984 ·
1985 ·
1986 ·
1987 ·
1988 ·
1989 ·
1990 ·
1991 ·
1992 ·
1993 ·
1994 ·
1995 ·
1996 ·
1997 ·
1998 ·
1999 ·
2000 ·
2001 ·
2002 ·
2003 ·
2004 ·
2005 ·
2006 ·
2007 ·
2008 ·
2009 ·
2010 ·
2011 · 
2012 · 
2013 ·
2014 ·
2015 ·
2016 ·
2017